# Friedrich Götz (Mikrobiologe)

Friedrich Götz

Friedrich Götz (* 25. Mai 1945 in Gangkofen, Bayern) ist ein deutscher Mikrobiologe und Molekularbiologe. Er wirkt seit 1987 als Professor an der Universität Tübingen. Zu seinen Forschungsschwerpunkten zählen die Physiologie von Bakterien, vor allem von Staphylokokken und deren Interaktion mit dem Menschen.

## Ausbildung und Berufserfahrung
Götz studierte von 1968 bis 1973 Biologie und Chemie an der Ludwig-Maximilians-Universität München (LMU).
Er promovierte im Jahr 1978 am Lehrstuhl für Mikrobiologie bei Karl-Heinz Schleifer an der LMU. Anschließend war er von 1978 bis 1979 wissenschaftlicher Assistent am Lehrstuhl für Mikrobiologie. Von 1979 bis 1981 war er mit einem Stipendium der European Molecular Biology Organization (EMBO) als Postdoc am Uppsala Biomedical Center (Schweden) bei Martin Lindberg und Lennard Philipson. 1981–1987 war er Akademischer Rat an der Technischen Universität München (TUM) am Lehrstuhl für Mikrobiologie. 1985 habilitierte er sich an der TUM mit dem Thema „Entwicklung eines Wirt-Vektor-Systems bei Staphylokokken“. 1987 wurde er auf den Lehrstuhl „Mikrobielle Genetik“ der Universität Tübingen berufen. 2006 und 2007 war er Dekan der Fakultät für Biologie der Universität Tübingen. 2015 wurde er emeritiert, zum Seniorprofessor ernannt und mit der Weiterführung einer kleinen Arbeitsgruppe betraut. Andreas Peschel ist seit 2008 Nachfolger auf seinem Lehrstuhl.

## Wissenschaftliche Schwerpunkte
Götz Forschung beschäftigt sich mit der Physiologie von Staphylokokken, mit bakteriellen Lipoproteinen als Schlüsselmoleküle der Immunmodulation und Virulenz, der Analyse neuer antimikrobieller Verbindungen, sowie der Wirkung bakterieller Effektor-Moleküle auf das sympathische Nervensystem. Er geht der Frage nach, wie kommensale Hautbakterien die immunologische Barriere überwinden, wie sie im Wirt überleben können und wie sie die Physiologie und Motilität der menschlichen Zellen kontrollieren.

## Auszeichnungen und Funktionen
- 1979/81 EMBO Long Term Fellowship, Biomedical Center, Uppsala, Schweden[2]
- 1988 Dechema-Preis gemeinsam mit Herbert Märkl für die gentechnische Entwicklung eines neuen Bakteriensystems sowie die Konstruktion eines neuartigen Membran-Bioreaktors zur Produktion hochwertiger Proteine[3]
- 1990 DGHM-Preis für Wissenschaftliche Arbeiten im Bereich der Mikrobiellen Genetik[4]
- 1994 Ruf auf den Lehrstuhl für Mikrobiologie der Universität Göttingen (Nachfolge von  Professor Dr. Dr. h.c. Hans Günter Schlegel)[2]
- 2003–2009 Präsident und Vizepräsident der Vereinigung für Allgemeine und Angewandte Mikrobiologie (VAAM)[2]
- 2009 DGHM-Lecture-Preis[5]
- 2011 Mitglied der European Academy of Microbiology (EAM)[6]

## Wissenschaftliches Management und Beratung
- 2001–2010 Sprecher des Graduiertenkollegs 685 der DFG: Infektionsbiologie: Human- und pflanzenpathogene Bakterien und Pilze[7]
- 2006–2013 Koordinator der Tübinger Gruppe des Transregio Sonderforschungsbereichs Greifswald Tübingen-Würzburg-Münster (TR34)[8]
- 2000–2004 und 2008–2012 Mitglied des DFG Panels 204 „Microbiology, Virology, and Immunology“[9]
- 2009 Mitbegründer des Interfakultären Instituts für Mikrobiologie und Infektionsmedizin Tübingen (IMIT), ein Zusammenschluss ehemals getrennter mikrobiologischer Institute an der Mathematisch-Naturwissenschaftlichen und der Medizinischen Fakultät[10]
- 2018 Mitglied des Exzellenzclusters CMFI (Controlling Microbes to Fight Infections)[11]
- Editor: Molecular Microbiology (1993–1999), Applied and Environmental Microbiology (2003–2006), Medical Microbiology and Immunology (seit 2004)[2]
- Associate Editor: Emerging Microbes and Infections (EMI), Microbial Physiology and Metabolism section in Frontiers in Microbiology[2]
- Mitglied in Beiräten von internationalen Forschungseinrichtungen[2]

## Publikationen
Die Liste seiner Veröffentlichungen umfasst mehr als 380 peer-reviewed Publikationen. Die Publikationen wurden etwa 44.000 mal zitiert; der h-Index beträgt 107 (Stand 2024).
Die meistzitierten Publikationen sind:
- Friedrich Götz: Staphylococcus and biofilms. In: Molecular Microbiology. Band 43, Nr. 6, 2002, S. 1367–1378, doi:10.1046/j.1365-2958.2002.02827.x.
- Sarah E. Cramton, Christiane Gerke, Norbert F. Schnell, Wright W. Nichols, Friedrich Götz: The Intercellular Adhesion ( ica ) Locus Is Present in Staphylococcus aureus and Is Required for Biofilm Formation. In: Infection and Immunity. Band 67, Nr. 10, 1999, S. 5427–5433, doi:10.1128/IAI.67.10.5427-5433.1999.
- Christine Heilmann, Oliver Schweitzer, Christiane Gerke, Nongnuch Vanittanakom, Dietrich Mack, Friedrich Götz: Molecular basis of intercellular adhesion in the biofilm-forming Staphylococcus epidermidis. In: Molecular Microbiology. Band 20, Nr. 5, 1996, S. 1083–1091, doi:10.1111/j.1365-2958.1996.tb02548.x.